# Chaumes-en-Retz
Chaumes-en-Retz (bretonisch: Kalavad-Raez) ist eine französische Gemeinde mit 7.288 Einwohnern (Stand: 1. Januar 2022) im Département Loire-Atlantique in der Region Pays de la Loire. Sie gehört zum Arrondissement Saint-Nazaire und zu den Wahlkreisen Kanton Machecoul-Saint-Même und Kanton Pornic. Die Einwohner werden Calmetiens und Calmetiennes genannt.
Die Gemeinde entstand mit Wirkung vom 1. Januar 2016 als Commune nouvelle aus der Zusammenlegung der ehemaligen Gemeinden Arthon-en-Retz und Chéméré.

## Geographie
Chaumes-en-Retz liegt etwa 29 Kilometer westsüdwestlich von Nantes an der Grenze zum Pays Nantais nahe der Atlantikküste. Umgeben wird Chaumes-en-Retz von den Nachbargemeinden Frossay und Vue im Norden, Rouans im Norden und Osten, Saint-Hilaire-de-Chaléons im Süden und Südosten, Pornic im Süden und Südwesten, Chauvé im Westen sowie Saint-Viaud im Nordwesten.

## Gliederung
| Ortsteil                         | ehemaliger INSEE-Code | Fläche (km²) | Einwohnerzahl (2022) |
| -------------------------------- | --------------------- | ------------ | -------------------- |
| Arthon-en-Retz (Verwaltungssitz) | 44005                 | 39,24        | 4.497                |
| Chéméré                          | 44040                 | 37,31        | 2.791                |

## Sehenswürdigkeiten
Siehe auch: Liste der Monuments historiques in Chaumes-en-Retz

### Arthon-en-Retz
- Kirche
- Reste des römischen Aquädukts
- Schloss La Meule
- Schloss Bressoreau

### Chéméré
- Kirche Saint-Jean-Baptiste, während der französischen Revolution zerstört, 1875–1879 wieder errichtet
- Calvaires
- Herrenhaus Bâtiment
- Herrenhaus Noirbreuil
- Logis Pierre Levèe mit Menhir
- Schloss Bois-Rouaud
- Merowingernekropole
- Ruine der Burg des Prinzen

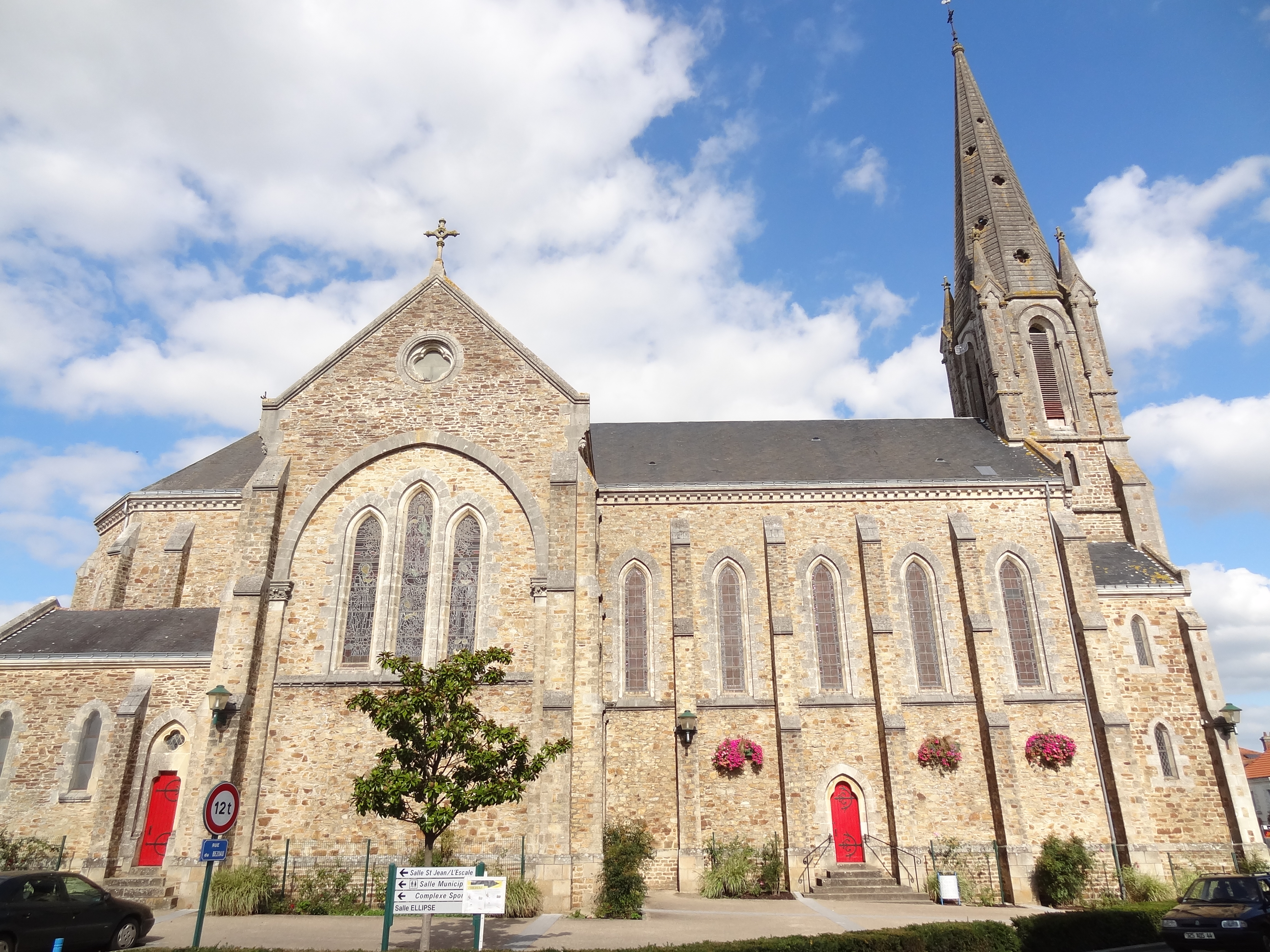
Kirche Saint-Jean-Baptiste
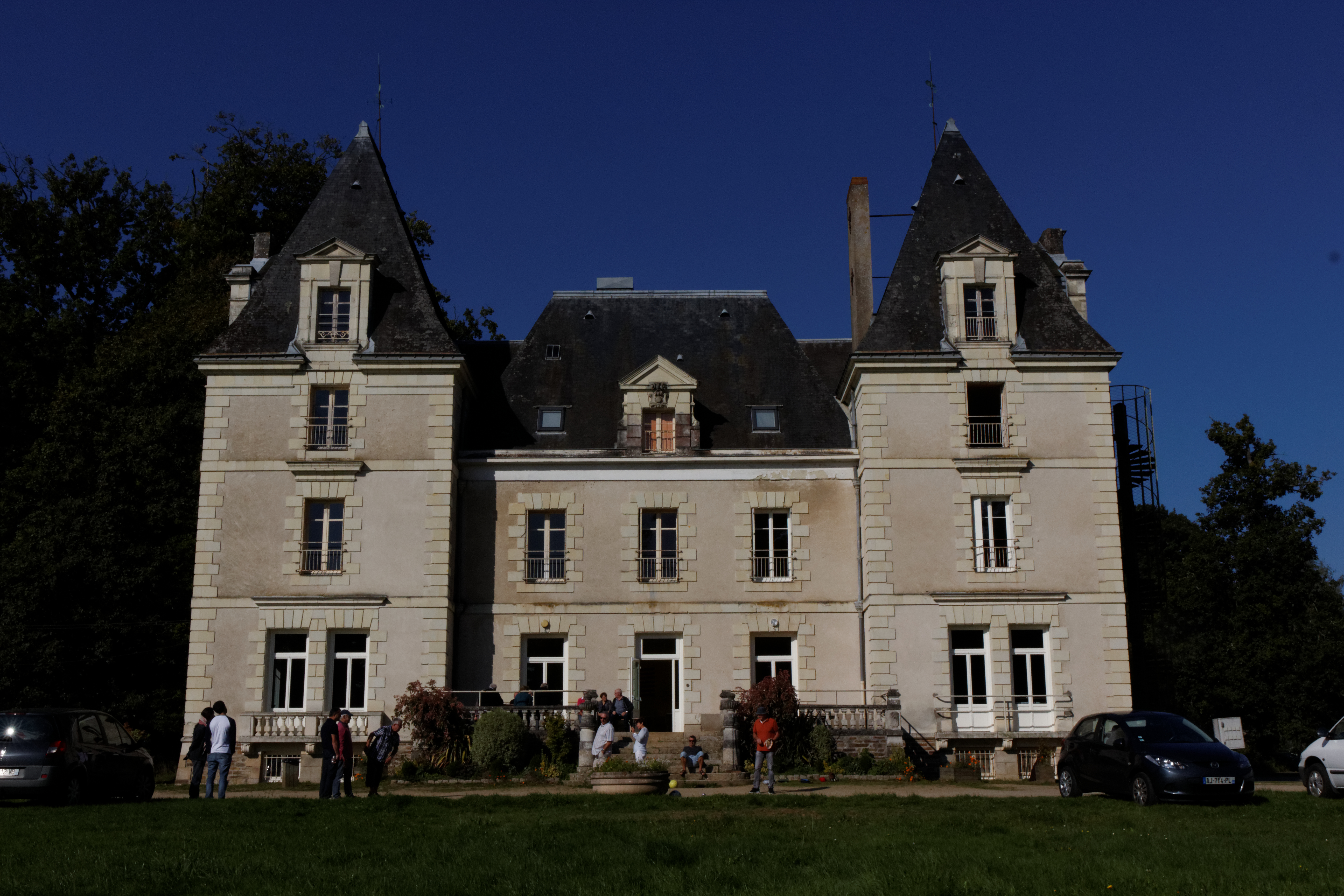
Herrenhaus Noirbreuil
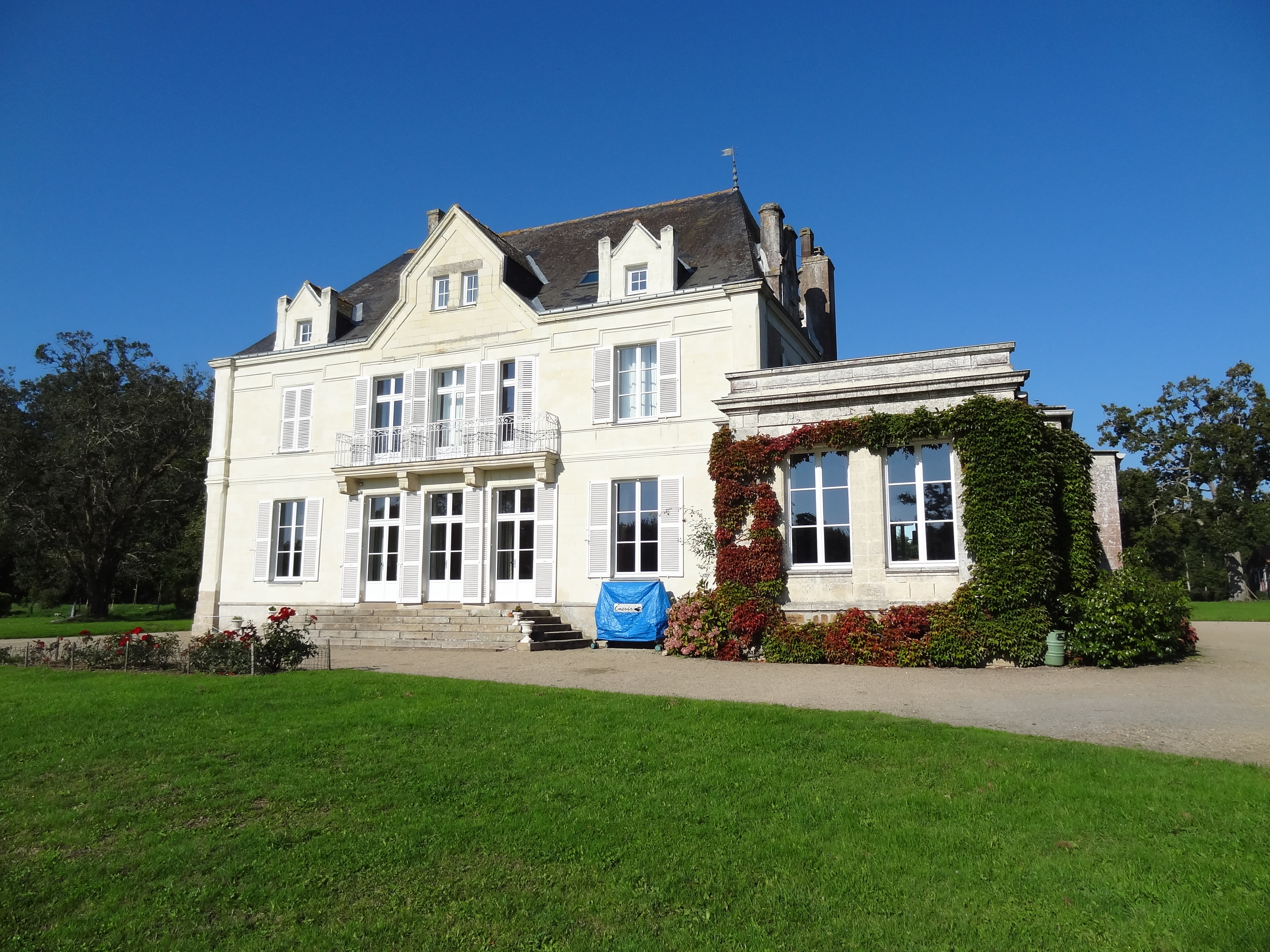
Logis Pierre Levée
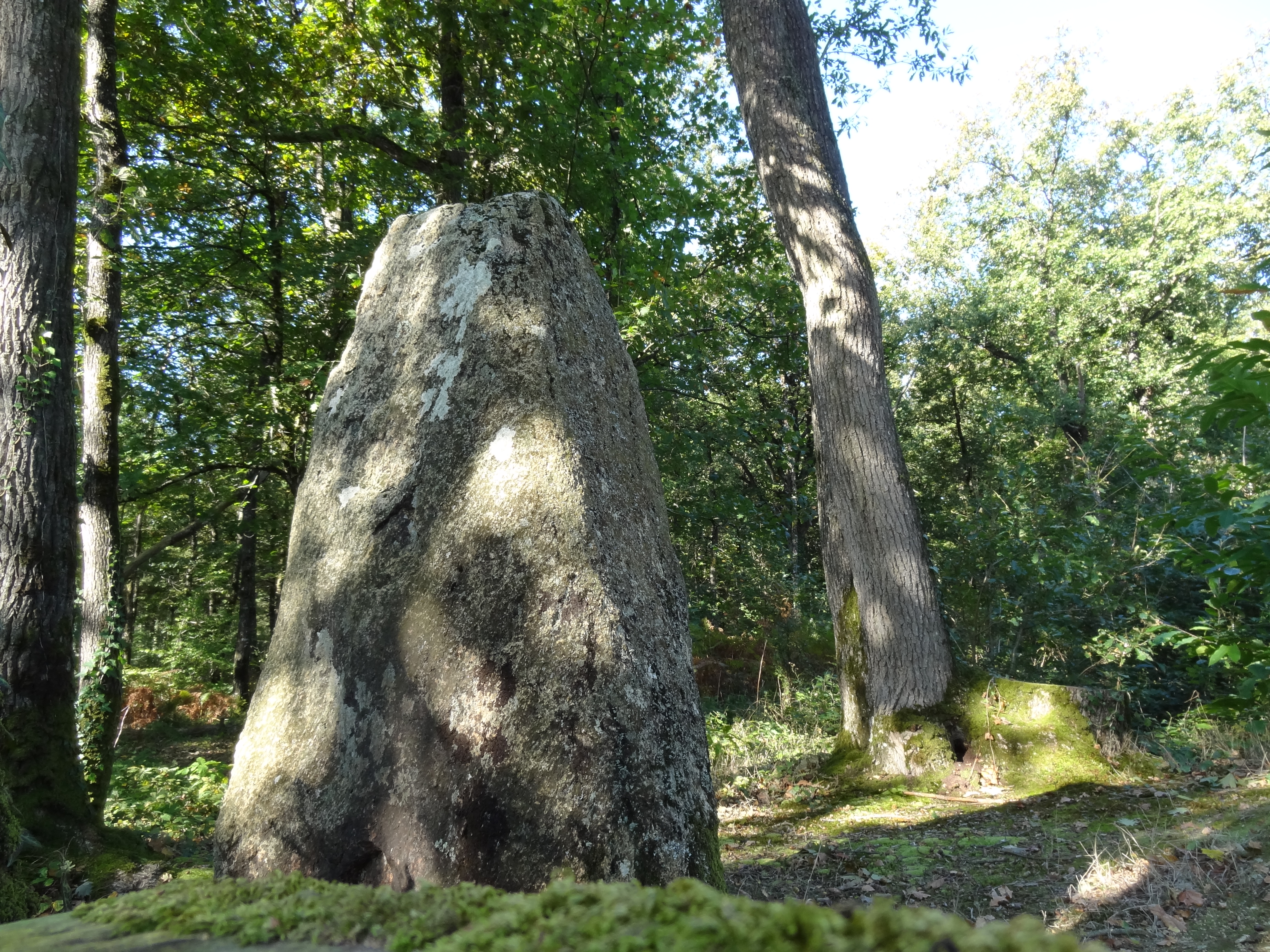
Menhir
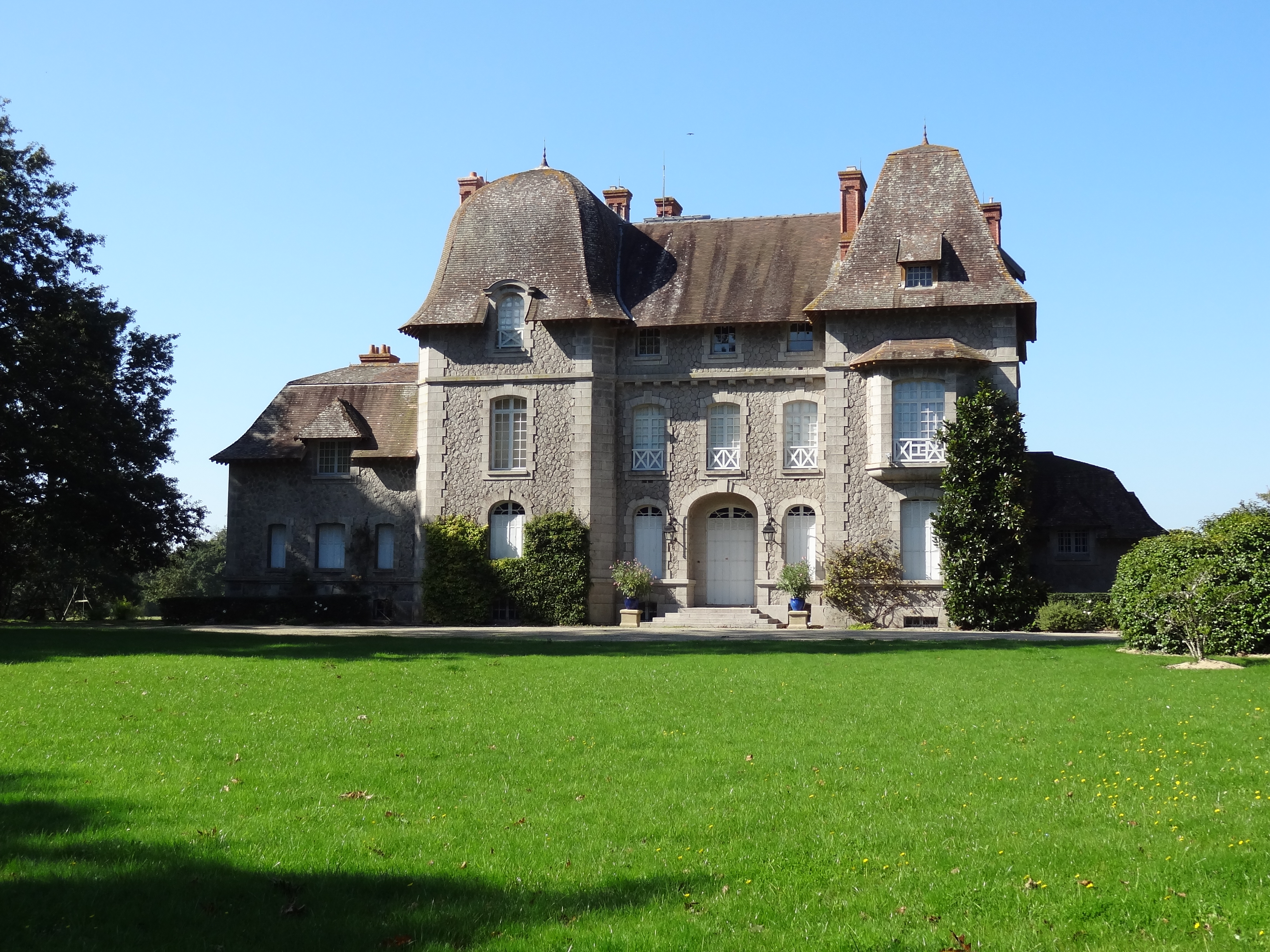
Schloss Bois-Rouaud
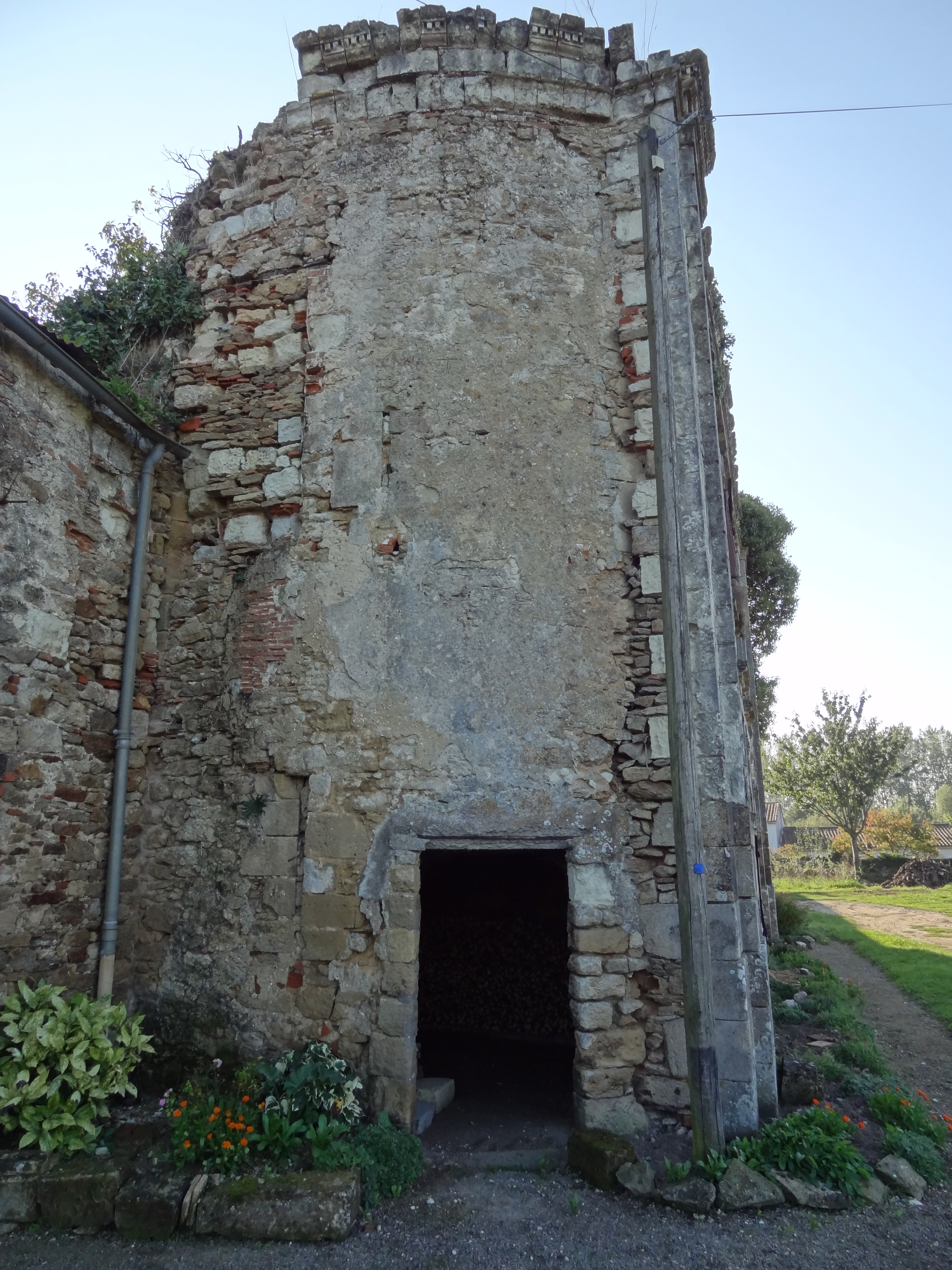
Burgruine

## Persönlichkeiten
- Mickaël Landreau (* 1979), früherer Fußballspieler
- Anthony Charteau (* 1979), Radrennfahrer